# Красный Партизан (Саратовская область)
Красный Партизан — село в Энгельсском районе Саратовской области. Входит в состав Безымянского сельского поселения. Ближайший населённый пункт — село Безымянное — расположено в 2 км.

## История
Название "Красный Партизан" появляется в почвенном очерке молмясосовхоза №103 1940 года. В северных границах совхоза как колхоз "Красный Партизан" посёлка Форверст в Лизандергейском кантоне АССР немцев Поволжья. 
После ликвидации республики Немцев Поволжья, в 1942 году посёлок вошел в состав Саратовской области.
В Красном Партизане располагается филиал начальной школы села Заветы Ильича, Дом досуга.

## Улицы
Улицы села Красный Партизан:
- ул. Молодёжная
- ул. Степная
- ул. Центральная
- ул. Южная

## Население
По состоянию на 1 января 2013 года в селе проживало 520 человек.

## Фотогалерея

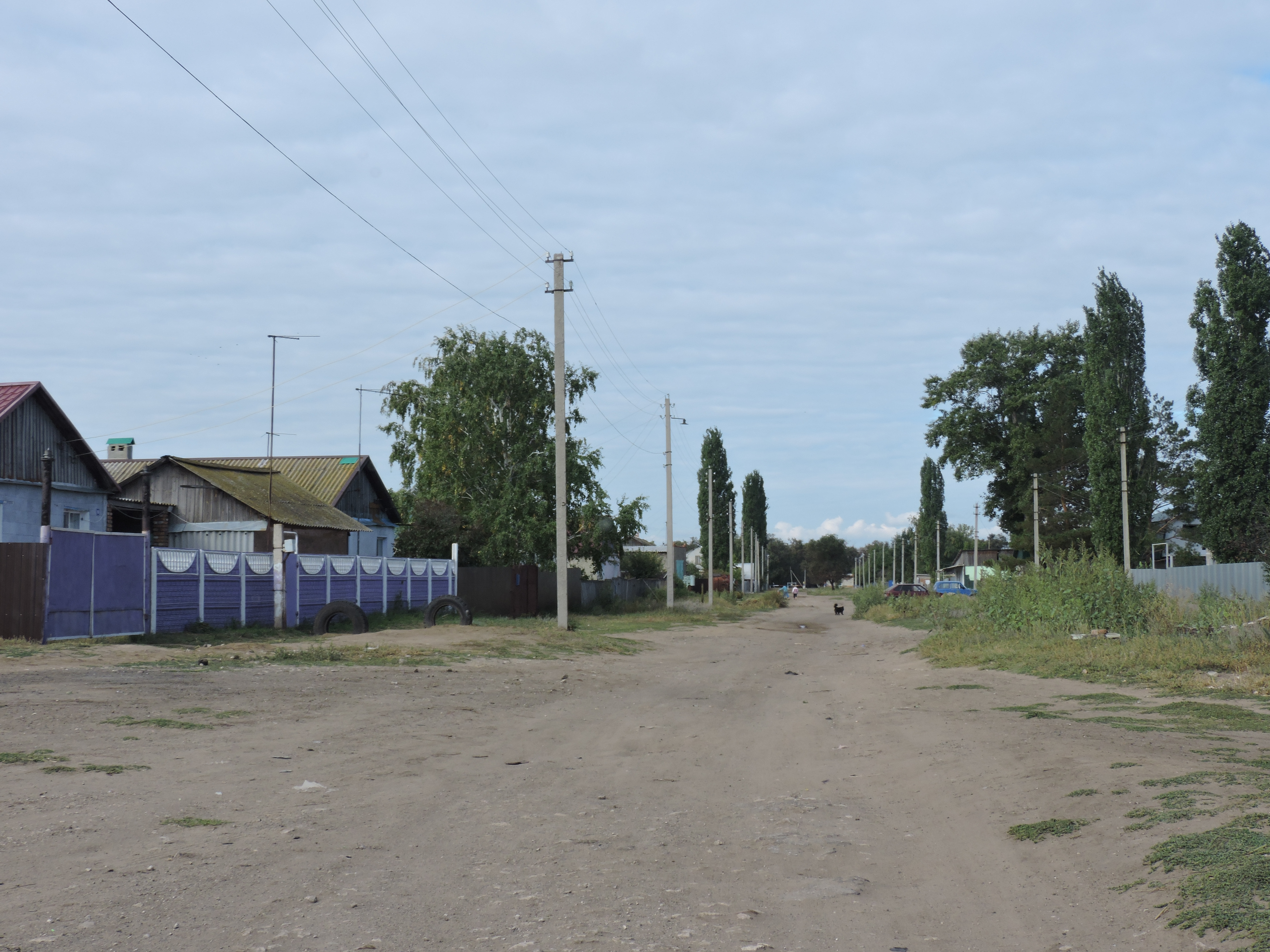
Центральная улица
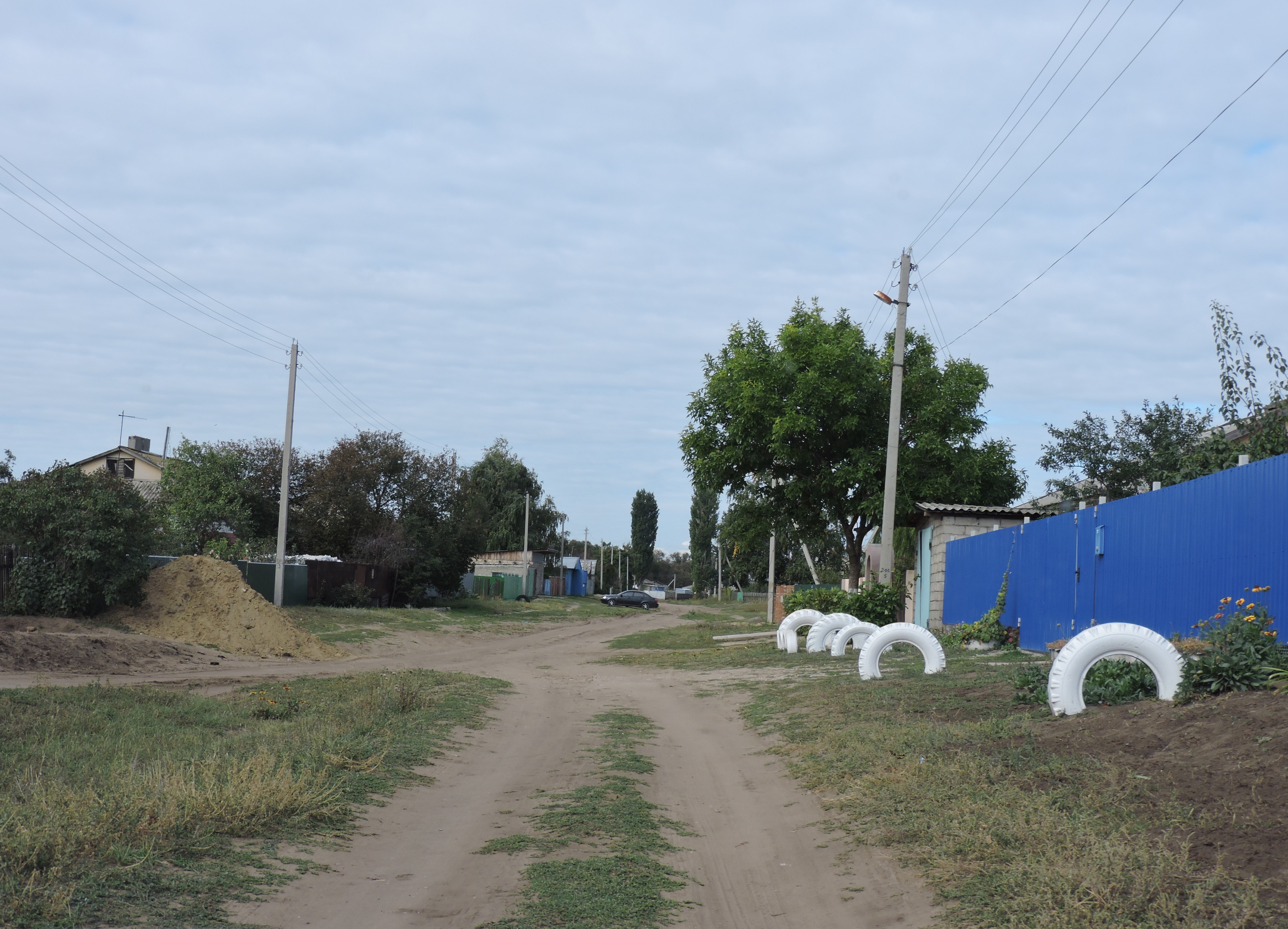
Улица Молодёжная
Закрытый сельский магазин на Центральной улице
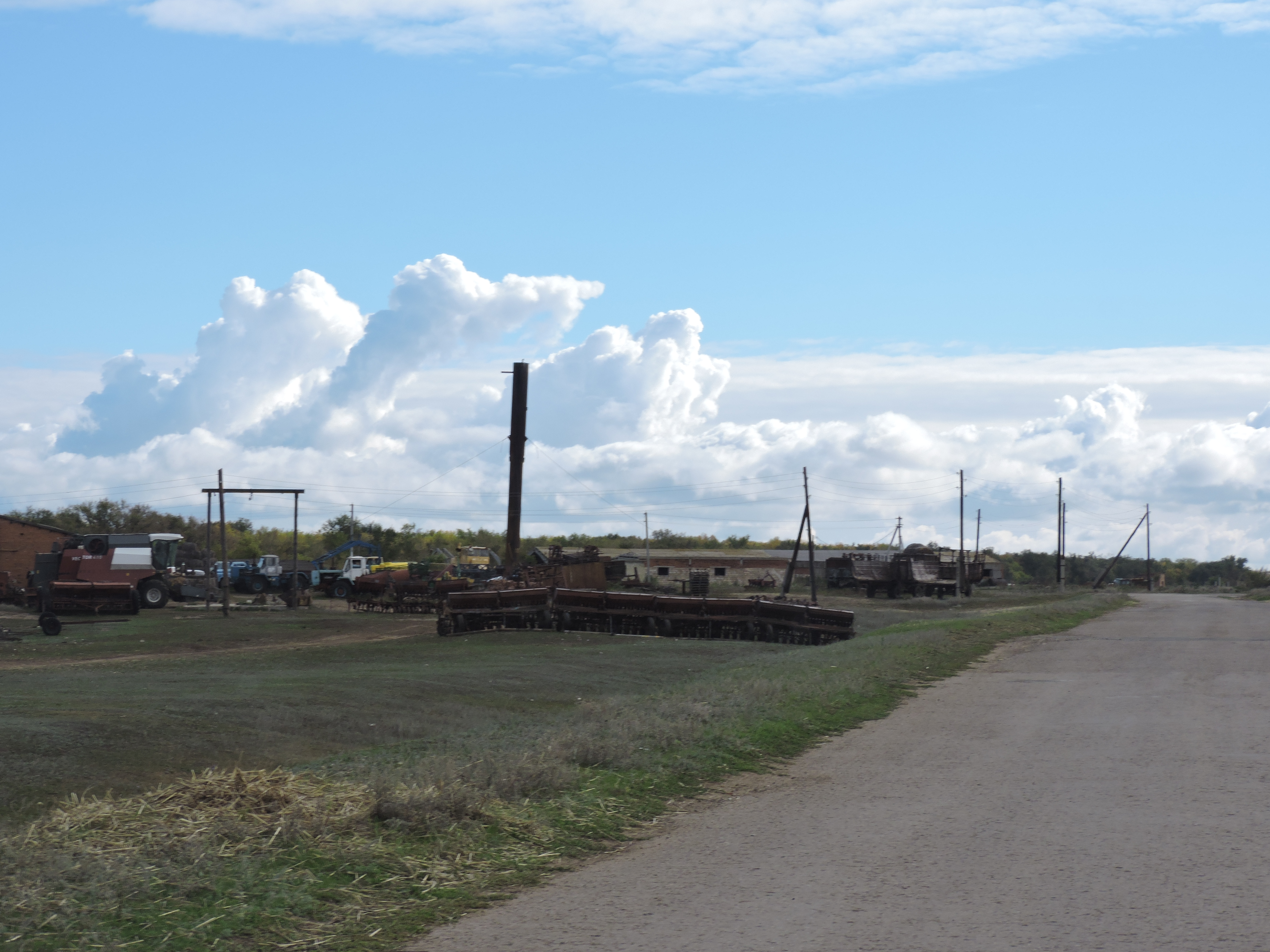
Сельхозтехника на окраине Красного Партизана